# Lutz Bernau
Lutz Bernau, né le 1er juillet 1953, est un pilote de course allemand sur camions, basé à Utting.

## Biographie
Il dispute le Rallye Dakar en 1984 sur un Mercedes-Benz 1932 AK, se classant alors avec  Egi Bartmann et Frederick Brown 4e dans la catégorie camion. La même année il participe grâce à Jean-Pierre Beltoise à la première course de poids lourds organisée au Castellet (sur un Volvo). En 1985, il est victime d'un accident au Dakar en deuxième semaine, alors qu'il occupe la deuxième position sur un MAN.
Il vit durant dix ans à Paris, pouvant ainsi courir sous licence française en 1992.
Au milieu de la saison 1995, il débute dans le championnat continental de sa spécialité, obtenant quatre années plus tard son premier classement dans les trois premiers. Durant dix ans il reste fidèle à MAN, et il décide d'arrêter sa carrière au volant en 2005, l'espagnol Antonio Albacete obtenant la même année son premier titre de champion d'Europe avec l'équipe, tout en finissant vice-champion l'année suivante.
Le français Jean-Philippe Belloc court pour le TSB-Team en 2007 et 2008 (alors 5e du classement ETRC), ainsi qu'épisodiquement Dominique Lachèze en 2008 et 2012. La pilote allemande Ellen Lohr (de) (1 victoire en DTM) évolue sous ses couleurs en 2015, alors que le TSB-Team devient champion d'Europe par équipes en 2014, tout comme en 2011 avec Uwe Nittel cette année-là en son sein.

## Palmarès
- Double Champion d'Europe de courses de camions Catégorie Race-Trucks, en 2001 (sur MAN 19.414)[3], et 2003 (sur MAN TGA 410);
  - Triple vice-champion d'Europe de courses de camions Race-Trucks, en 1999, 2002 et 2004 (sur MAN);
  - 3e du championnat d'Europe de courses de camions Race-Trucks, en 2000 (sur MAN);
- Victoire au Rallye de Tunisie en 1987 avec Egi Bartmann, catégorie camion (5e au général);
- 5 participations au Rallye Dakar, en 1984, 1985, 1986, 1988 (vainqueur alors du prologue à Paris, et 3e au classement général camion), et 1994.